# Borovška naravoslovna pot
Borovška naravoslovna pot je gozdna učna pot, ki želi obiskovalca poučiti o skrivnostih pragozda Krokar, narcisah, ki rastejo na pobočju Krempe in drugih značilnostih območja okoli Borovca pri Kočevski Reki.
Dolžina poti je približno 8 km, višinske razlike 280 m. Gre za krožno pot za katero potrebujemo 3 do 4 ure hoje. Ob poti so 4 tematske table. Označena je s posebnim znakom v obliki narcise.
O Borovški naravoslovni poti obstaja tudi vodnik, ki ga je pripravil Zavod za gozdove, Območna enota Kočevje v letu 2001.

## Značilnosti
Pot skozi gozdni rezervat Borovec prikazuje opuščeno kulturno krajino, ki jo je človek obdeloval več stoletij in jo v drugi svetovni vojni zapustil. Tukaj so vidna mogočna drevesa, ki so značilna za Kočevske gozdove.
Pragozd Krokar predstavlja sprehod v nedotaknjeno naravo. Gozd je poln stoletnih orjaških dreves, ki ko padejo ležijo in trohnijo polni najrazličnejšega življenja. Tukaj še nikoli ni pela sekira, narava že tisočletja nemoteno uveljavlja svoje zakone. Da bi jo očuvali je ozka stezica speljana v strmo pobočje Krokarja robu pragozdnega rezervata. Pot ni za nerodne saj nas pogosto vodi čez podrta drevesa. Pragozd je zanimiv v vsakem letnem času: spomladi ozeleni in je poln cvetja, poletje hladijo debele krošnje dreves, jeseni je hoja po odpadlem listju še posebej zanimiva, pozimi pa vlada globoka tišina.
Naravni rezervat Krempa je osrednja točka Borovške naravoslovne poti. Travnato sedlo nad kanjonom reke Kolpe je spomladi polno narcis, ki imajo tukaj najjužnejše rastišče v Sloveniji. Tukaj je tudi križišče drugih planinskih poti, ki se strmo spustijo proti dolini Kolpe.
Nekdanje vasi Inlauf in Borovec nam predstavijo stare fotografije iz albuma inž. Knafeljca. Kraje so zapustili Kočevski Nemci in se vanje šele v zadnjih desetletjih vrača življenje.

## Pragozd Krokar
Pragozd Krokar meri 74,49 hektarov. Nahaja se na nadmorski višini 880 do 1190 m. Matično kamnino sestavlja na severnem delu dolomit, na južnem pa apnenec. Klima je na tem območju zmerna, z daljšimi zimami, padavin je okoli 2000 mm na leto. Vsakih 10 let gozdarji premerijo vsa drevesa debelejša od 10 cm. Skupna lesna masa leta 2005 je znašala 639 m3/ha, odmrlo drevje 125 osebkov/ha. V pragozdu je glavno drevo bukev. V povprečju je gostota 18.048 osebkov na ha. Ekosistem se stalno spreminja in je v ravnovesju med tlemi, klimo in brezštevilnimi živimi organizmi - od mikroskopsko majhnih do medveda in dreves.
Grof Auersperg je že leta 1893 izločil 73 hektarjev gozda iz gozdarskih dejavnosti in ga spremenil v enega prvih pragozdov v Sloveniji ter tako gozd ohranil bodočim rodovom.
Na 41. zasedanju Unescove svetovne dediščine, ki se je odvijalo v Krakovu na Poljskem med 2. in 12. julijem 2017 je bil pragozd Krokar dodan kot čezmejna razširitev območja svetovne dediščine »prvotnih bukovih gozdov Karpatov in drugih regij Evrope« (Nemčija, Slovaška, Ukrajina) (Primeval Beech Forests of the Carpathians and Other Regions of Europe), ki se sedaj razteza čez 12 držav (Albanija, Avstrija, Belgija, Bolgarija, Hrvaška, Nemčija, Italija, Poljska, Romunija, Slovaška, Slovenija, Španija, Ukrajina).